# Spinoliella rufiventris
Spinoliella rufiventris is een vliesvleugelig insect uit de familie Andrenidae. De wetenschappelijke naam van de soort is voor het eerst geldig gepubliceerd in 1972 door Toro & Ruz.